# Krásná jizba
Krásná jizba byla obchodní firma kulturně-společenské organizace Družstevní práce, založená v roce 1927. Její prodejny byly v Praze a dalších městech. Ve své době byla centrem moderního designu a prodejnou děl užitého umění významných umělců. V roce 1958 přešla Krásná jizba pod Ústředí lidové a umělecké výroby (ÚLUV). V roce 1995 byly ÚLUV i Krásná jizba zlikvidovány.

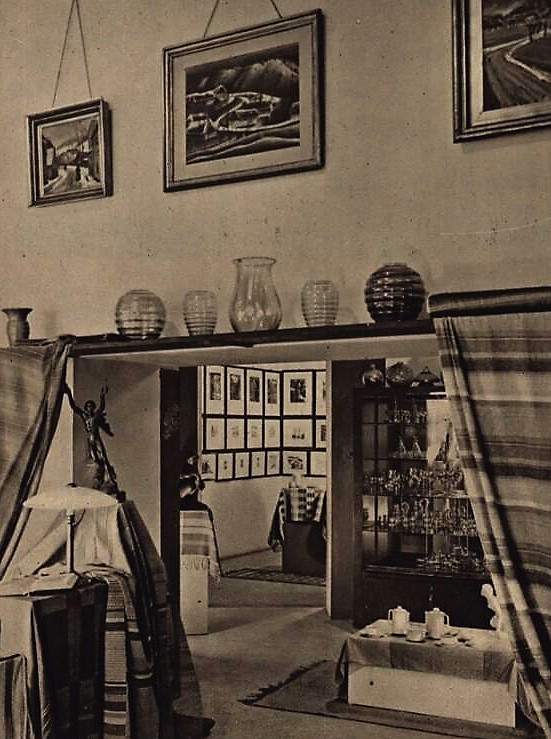
Krásná jizba, prodejna v ul. U Prašné brány, 1929

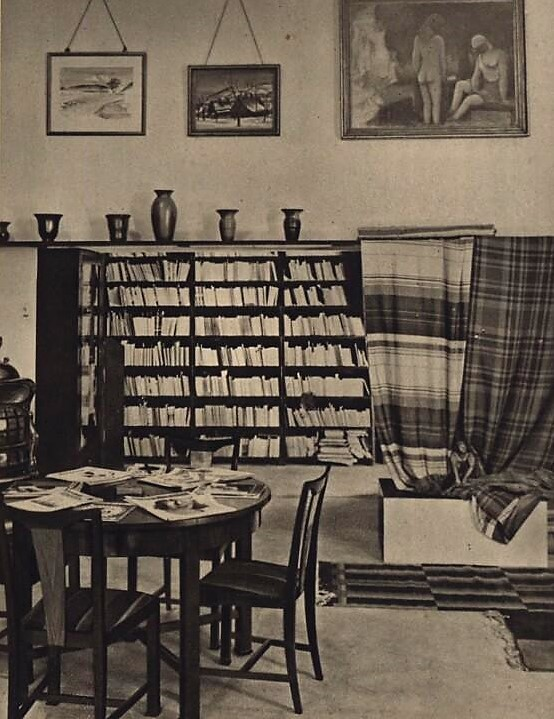
Krásná jizba, knihkupectví v ul. U Prašné brány, 1929

## Krásná jizba – vznik a rozvoj

### Vznik Krásné jizby
V roce 1922 byla v Praze založena kulturně-společenská organizace Družstevní práce, která působila v letech 1922–1957 v Československu. Založena byla jako knižní nakladatelství. Postupně se soustředila na vytvoření sdružení návrhářů, výrobců a distributorů rukodělných uměleckých řemesel, užitého umění a moderního designu. Cílem bylo produkovat cenově dostupné předměty masové spotřeby s vysokou výtvarnou úrovní.
V roce1927 proto Družstevní práce založila svoji obchodní firmu Krásná jizba, prodávající předměty splňující náročné požadavky na funkčnost a design.

### Prvorepublikový rozvoj Krásné jizby
První prodejna Krásné jizby sídlila od roku 1927 v Praze, Myslíkově ulici 15. V září 1929 se přestěhovala do ulice U Prašné brány 3. Zde bylo kromě prodejny výrobků uměleckých řemesel i knihkupectví nakladatele a redaktora B. M. Kliky, které využívalo samoobslužné prvky. Zájemce si mohl volně vybrat knihu a na místě si v ní číst.
V říjnu 1936 se pražská Krásná jizba přestěhovala do nového paláce nazvaného Dům uměleckého průmyslu (dnes kulturní památka) na pražské Národní třídě 36. V roce 1937 již uváděl denní tisk prodejny Krásné jizby v těchto městech:
Praha, Národní třída 36; Brno, Joštova 5; Bratislava, Palác Avion; Hradec Králové, Jungmannova 854 (nyní Gočárova); Plzeň, Husova 14 (YMCA).

### Kulturní akce Krásné jizby
Původní koncepce Krásné jizby jako vzorkové prodejny designérské výroby se proměnila na kulturní centrum, které uplatňovalo současné myšlenky, zejména funkcionalistické.
Krásná jizba byla současně výstavní síní, která uskutečnila více než šedesát výstav žijících umělců, např.:
- Vojtěch Sedláček (1930),[6]
- Josef Sudek (1932)
- Václav Špála (1932)
- František Bidlo (1932)
- Ladislav Sutnar (výstava užité grafiky, 1934; výstava užitných předmětů dle Sutnarových návhů, 1935[7])
- Ing. arch. František Zelenka (výstava plakátů a fotografií, 1931)
- Jaromír Funke (výstava fotografií)
- Antonín Kybal (výstava tapisérií)

### Osobnosti Krásné jizby

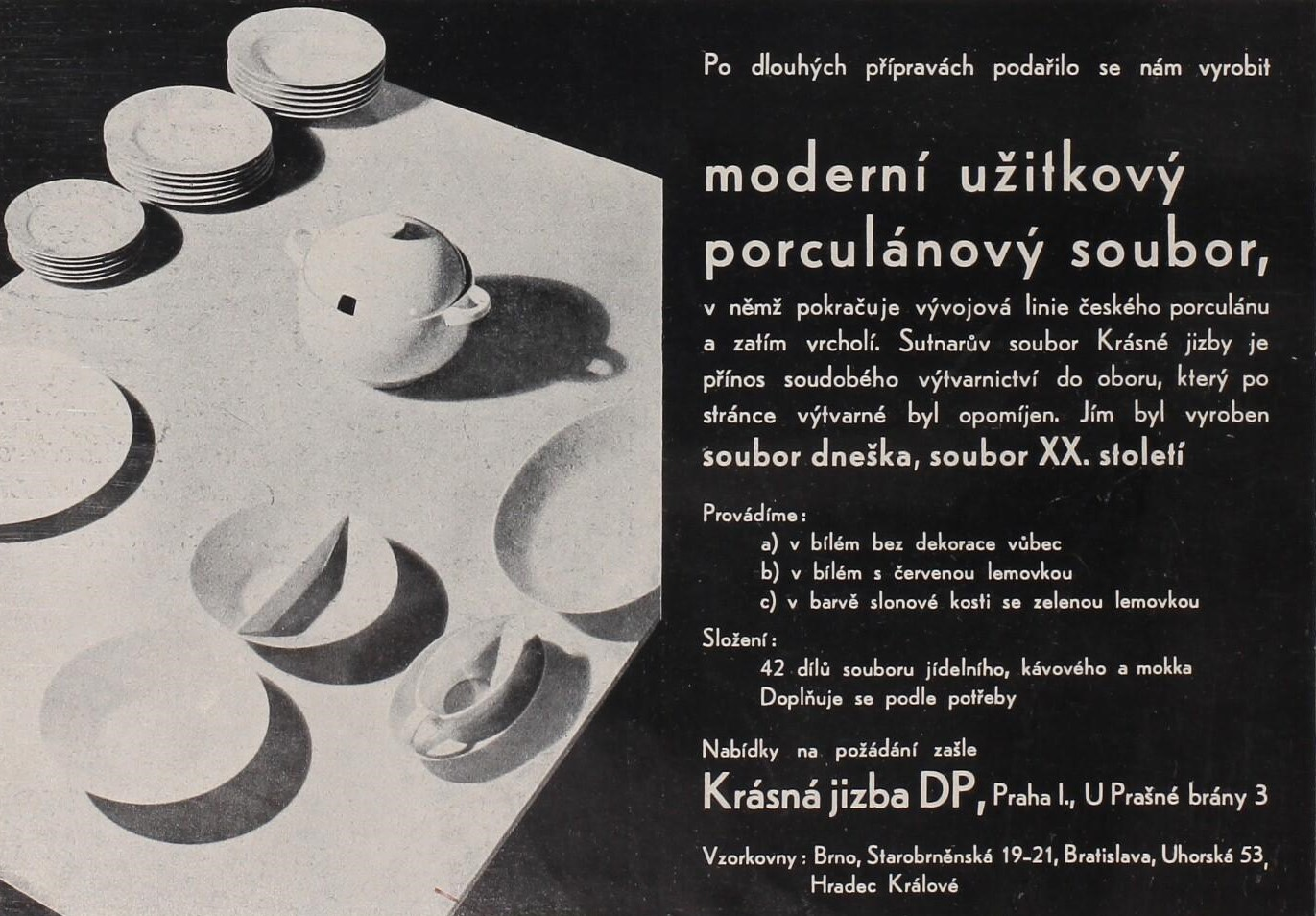
Ladislav Sutnar, porcelánový soubor, 1933

Krásnou jizbu vedl při jejím založení Emanuel Frinta, od roku 1929 Ladislav Sutnar. Bytovým otázkám včetně bytového poradenství se věnoval architekt Jan Evangelista Koula.

## Krásná jizba po roce 1948
Po roce 1948, kdy Krásná jizba přešla pod Ústředí lidové a umělecké výroby, se její zaměření proměnilo na prodej (zčásti stále kvalitních) výrobků lidových a uměleckých řemesel z přírodních materiálů. V devadesátých letech 20. století se nepodařilo zrealizovat privatizační projekty ÚLUVu ani Krásné jizby a obě instituce v roce 1995 zanikly.